# Canton de Calais-Nord-Ouest
Le canton de Calais-Nord-Ouest est une ancienne division administrative française située dans le département du Pas-de-Calais et la région Nord-Pas-de-Calais.

## Géographie
Ce canton est organisé autour de Calais dans l'arrondissement de Calais. Son altitude varie de 0 m (Calais) à 154 m (Escalles) pour une altitude moyenne de 27 m.

## Histoire
Canton créé en 1887 (loi du 13 mars 1887), en dédoublant le canton de Calais.

## Représentation

### Conseillers d'arrondissement du canton de Calais (de 1833 à 1887)
Le canton de Calais avait deux conseillers d'arrondissement.
Il appartenait à l'arrondissement de Boulogne.
| Période                                  | Période      | Identité                                           | Étiquette                | Qualité |
| ---------------------------------------- | ------------ | -------------------------------------------------- | ------------------------ | --- |
| 1833                                     |              | Jacques Quentin Hippolyte Leveux (1781-1847)       |                          | Armateur et négociant, maire de Calais (1830-1842)                                                          |
| 1833                                     |              | Joseph Philippe Jean Emmanuel Vaillant (1781-1851) |                          | Juge de paix à Calais                                                                                       |
|                                          |              |                                                    |                          | |
| 1871                                     |              | Jacques-François-Louis-Marie Cailliette            |                          | Industriel à Saint-Pierre-lès-Calais                                                                        |
| 1871                                     |              | Jacques-Auguste-Edouard Brunet-Sagot (1811-1896)   |                          | Propriétaire aux Attaques                                                                                   |
|                                          |              |                                                    |                          | |
|                                          | 1882 (décès) | Henry Lucien Lheureux (1829-1882)                  |                          | Maire de Saint-Pierre-lès-Calais                                                                            |
|                                          | 1887         | Narcisse Amédée Fasquel-Sambourg                   | Républicain Opportuniste | Adjoint au maire de Calais                                                                                  |
|                                          | 1887         | Victor-Hippolyte Cuisinier (1817-1902)             |                          | Docteur en médecine à Saint-Pierre-lès-Calais                                                               |
| 1940                                     |              |                                                    |                          | Les conseils d'arrondissement ont été suspendus par la loi du 12 octobre 1940 et n'ont jamais été réactivés |
| Les données manquantes sont à compléter. |              |                                                    |                          | |

### Conseillers généraux de l'ancien canton deCalais(1833 à 1887)

Canton de Calais Nord Ouest dans l'arrondissement de Calais

| Période | Période      | Identité                                                   | Étiquette   | Qualité                                                            |
| ------- | ------------ | ---------------------------------------------------------- | ----------- | ------------------------------------------------------------------ |
| 1833    | 1842         | Alexandre Louis Erard Henry Pigault de Beaupré (1782-1855) |             | Lieutenant-colonel de la Garde nationale Propriétaire à Calais     |
| 1842    | 1843 (décès) | Adrien Raffeneau de Lile (1778-1843)                       |             | Inspecteur général des Ponts et Chaussées, à Paris                 |
| 1843    | 1848         | Nicolas Auguste Legros-Devot (1803-1854)                   |             | Maire de Calais (1842-1848)                                        |
| 1848    | 1852         | Ernest Lebeau                                              | Républicain | Avocat, maire de Calais (1848-1849)                                |
| 1852    | 1860 (décès) | Adolphe Dominique Gabriel Gustave Lamarle                  |             | Ingénieur en chef des Ponts et Chaussées en retraite               |
| 1860    | 1870         | Louis Martel                                               | Républicain | Magistrat Député (1849, 1863-1870, 1871-1875) Sénateur (1875-1892) |
| 1870    | 1874 (décès) | Adolphe Delhaye (1810-1874)                                |             | Rentier, ancien fabricant de tulle à Calais                        |
| 1874    | 1880         | Louis Martel                                               | Républicain | Magistrat Député (1849, 1863-1870, 1871-1875) Sénateur (1875-1892) |
| 1880    | 1886         | Jean-Baptiste Declémy-Parenty                              | Républicain | Propriétaire à Peuplingues                                         |
| 1886    | 1887         | M. Cazin                                                   | POF         | Propriétaire à Calais                                              |

### Conseillers généraux du canton de Calais Nord-Ouest (1887 à 2015)
| Période       | Période                     | Identité            | Étiquette                   | Qualité                                                                          |
| ------------- | --------------------------- | ------------------- | --------------------------- | -------------------------------------------------------------------------------- |
| 1887          | 1898                        | Omer Dewavrin       | Républicain                 | Notaire Maire de Calais (1882-1885 et 1892-?)                                    |
| 1898          | 1919                        | Alfred Delcluze     | POF puis SFIO puis Soc.ind. | Ouvrier, conseiller municipal de Calais                                          |
| 1919          | 1940                        | Henri Deroide       | SFIO puis URD               | Avocat, conseiller municipal de Calais                                           |
|               |                             |                     |                             |                                                                                  |
| 1943          | 1945                        | Georges François    |                             | Maire de Calais (1943-1944) Nommé conseiller départemental en 1943               |
|               |                             |                     |                             |                                                                                  |
| 1945          | 1949                        | Victor Serret       | SFIO                        | Tulliste Adjoint au Maire de Calais                                              |
| 1949          | 1955                        | Jacques Vendroux    | RPF puis RS                 | Industriel, président directeur général des Biscuits Vendroux Député (1945-1973) |
| 1955          | 1961                        | André Parmentier    | SFIO                        | Instituteur Maire de Calais (1952-1959)                                          |
| 1961          | 1967                        | Raymond Denimal     | UDR                         | Exportateur Premier adjoint au Maire de Calais                                   |
| 1967          | 1970 (décès)                | Marceau Danel       | PCF                         | Ouvrier du bâtiment Conseiller municipal de Calais                               |
| 1970          | 1979                        | Charles Beaugrand   | UDR                         | Agent immobilier Maire de Calais (1969-1971)                                     |
| 1979          | 1985                        | Jean-Jacques Barthe | PCF                         | Instituteur Maire de Calais (1971-2000) Député (1973-1988)                       |
| 1985          | 1992                        | Claude Demassieux   | RPR                         | Directeur de centre scolaire Député (1993-1997)                                  |
| 1992          | 1998                        | René Lapôtre        | RPR                         | Maire de Sangatte (1983-2001)                                                    |
| 1998          | 2004                        | Gisèle Coquerelle   | PCF                         | Adjoint au Maire de Calais                                                       |
| 2004          | 2006 (décès)                | André Ségard        | PS                          | Inspecteur de l'Education nationale Maire de Sangatte                            |
| novembre 2006 | septembre 2008 (annulation) | Catherine Fournier  | DVD                         | Ancien chef d'entreprise Maire de Fréthun                                        |
| 2008          | 2015                        | Michel Hamy         | DVD                         | Employé de banque Maire de Coquelles Elu en 2015 dans le Canton de Calais-1      |

### Conseillers d'arrondissement de Calais Nord-Ouest (de 1887 à 1940)
| Période                                  | Période      | Identité                          | Étiquette                | Qualité |
| ---------------------------------------- | ------------ | --------------------------------- | ------------------------ | --- |
| 1887                                     | 1891 (décès) | Narcisse Amédée Fasquel-Sambourg  | Républicain Opportuniste | Adjoint au maire de Calais, Président du Conseil d'arrondissement                                           |
| 1891                                     | 1907         | Jules Georges Delsart (1851-1920) | Républicain              | Notaire, avocat, adjoint au maire de Calais                                                                 |
| 1907                                     | 1913         | Léon Vincent (1874-1955)          | Républicain              | Entrepreneur maritime, conseiller municipal de Calais                                                       |
| 1913                                     | 1919         | Henri Deroide                     | Démocrate-Soc.ind.       | Avocat, conseiller municipal de Calais                                                                      |
| 1919                                     | 1931         | Georges Hembert                   | Radical                  | Vice-Président de la Chambre de commerce, premier adjoint au maire de Calais                                |
| 1931                                     | 1937         | Henri Planque                     | FR                       | Pharmacien à Calais                                                                                         |
| 1937                                     | 1940         | Gaston Noiret (1894-1974)         | SFIO                     | Instituteur à Calais, dirigeant syndical                                                                    |
| 1940                                     |              |                                   |                          | Les conseils d'arrondissement ont été suspendus par la loi du 12 octobre 1940 et n'ont jamais été réactivés |
| Les données manquantes sont à compléter. |              |                                   |                          | |

## Composition

### Canton de Calais Nord-Ouest
| Communes              | Population (2012) | Code postal | Code Insee |
| --------------------- | ----------------- | ----------- | ---------- |
| Bonningues-lès-Calais | 570               | 62340       | 62156      |
| Calais                | 77 333 (1)        | 62100       | 62193      |
| Coquelles             | 2 370             | 62231       | 62239      |
| Escalles              | 321               | 62179       | 62307      |
| Fréthun               | 1 091             | 62185       | 62360      |
| Nielles-lès-Calais    | 206               | 62185       | 62615      |
| Peuplingues           | 586               | 62231       | 62654      |
| Saint-Tricat          | 614               | 62185       | 62769      |
| Sangatte              | 4 046             | 62231       | 62774      |

(1) fraction de commune.

## Démographie
| 1962 | 1968 | 1975 | 1982 | 1990 | 1999 | 2009 |
| ---- | ---- | ---- | ---- | ---- | ---- | ---- |
| -    | -    | -    | -    | -    | -    | -    |